# Leucospermum hypophyllocarpodendron
Leucospermum hypophyllocarpodendron  es una especie de arbusto   perteneciente a la familia  Proteaceae. Es originaria de Sudáfrica.

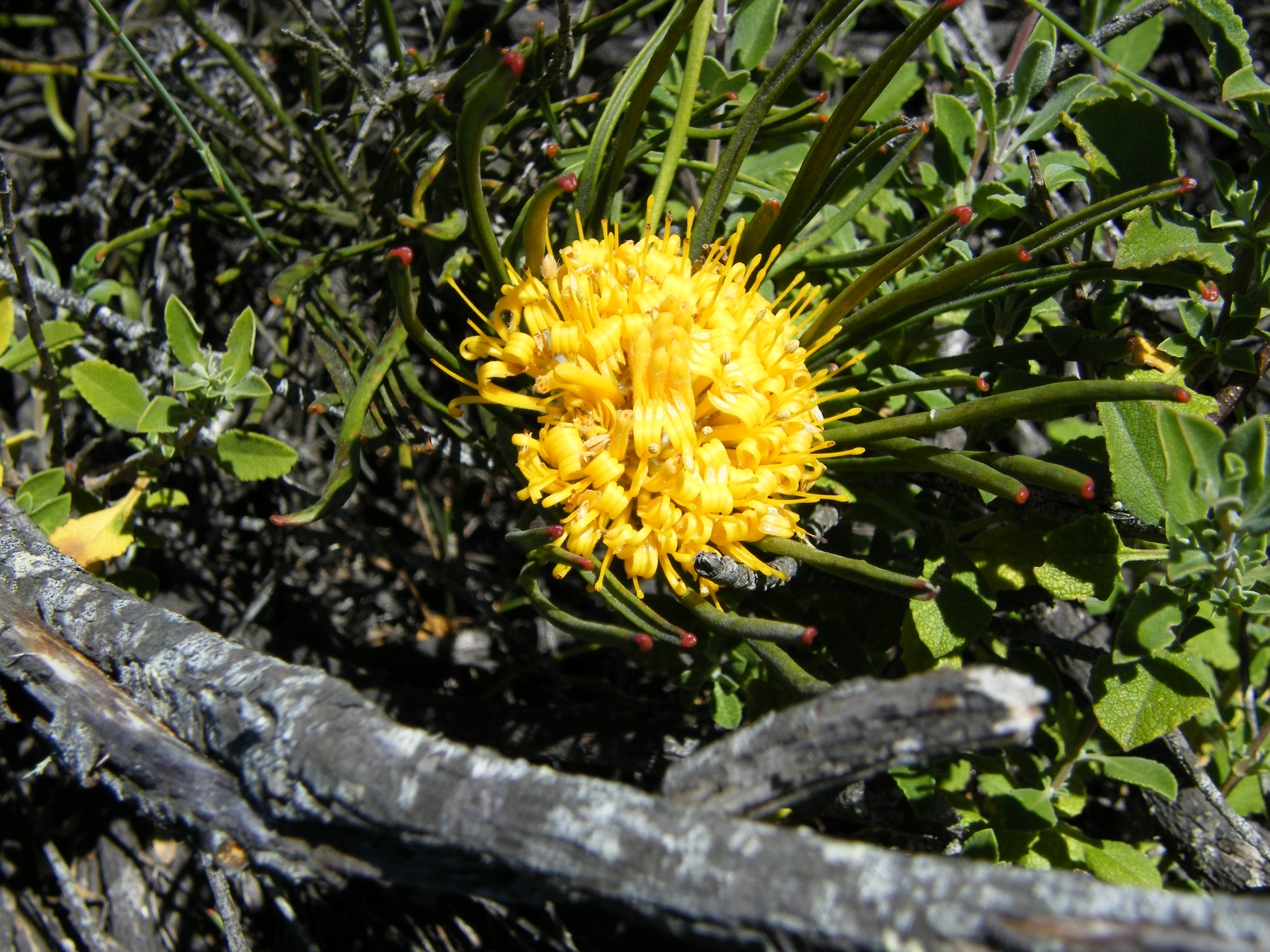
Detalle de la flor

## Descripción
Leucospermum hypophyllocarpodendron es un pequeño arbusto rastrero, rara vez erguido, finamente pubescente. Las hojas linear-lanceoladas, cuneadas a obtusas, truncadas o rara vez subagudas, enteras o 3 - (rara vez 4-7 ) dentadas en el ápice. La inflorescencia solitaria o 2-3, pedunculada, con un involucro de numerosas brácteas estériles densamente imbricadas. El perianto en forma de tubo cilíndrico. El fruto globoso-elipsoide, de  color blanquecino.

## Taxonomía
Leucospermum hypophyllocarpodendron fue descrita por (Carlos Linneo) Druce y publicado en Rep. Bot. Exch. Cl. Brit. Isles 1913, iii. 420 (1914)
Sinonimia
- Leucospermum hypophyllum R. Br.
- Leucadendron hypophyllocarpodendron L.	[3]